# Diacyclops dimorphus
Diacyclops dimorphus – gatunek widłonoga z rodziny Cyclopidae. Nazwa naukowa gatunku została po raz pierwszy opublikowana w 1994 roku przez amerykańskich biologów Janet W. Reid z Narodowego Muzeum Historii Naturalnej w Waszyngtonie (część Smithsonian Institution) oraz Davida L. Strayera. Miejsce typowe to Blackwater River w amerykańskim stanie Floryda.